# Thagona bilinea
Thagona bilinea är en fjärilsart som beskrevs av William Schaus 1904. Thagona bilinea ingår i släktet Thagona och familjen tofsspinnare. Inga underarter finns listade i Catalogue of Life.